# کیوسن اوهاشی
کیوسن اوهاشی (انگلیسی: Kyosen Ōhashi; ۲۲ مارس ۱۹۳۴ – ۱۲ ژوئیهٔ ۲۰۱۶) مجری تلویزیون، سیاستمدار، بازیگر، منتقد، شخصیت‌های تلویزیونی در ژاپن، اهالی کسب‌وکار، و فیلم‌نامه‌نویس اهل ژاپن بود.